# چک رئونیون
چک رئونیون (نام علمی: Saxicola tectes) پرنده‌ای از سردهٔ چک در تیرهٔ مگس‌گیران در راستهٔ گنجشک‌سانان است و بومی جزیرهٔ رئونیون می‌باشد و در زمین‌های پست یا بوته‌زارهای کوهستانی باز آنجا زندگی می‌کند.
تفاوت شکل ظاهری چک ریونیون با چک افریقایی این است که چک ریونیون نر بالای سرش سیاه است ولی گلویی سفید دارد در حالی که چک افریقایی نر تمام سر و گردنش سیاه است.
نزدیک‌ترین خویشاوند این گونه، چک ماداگاسکار است.